# Hồng anh
Hồng anh, còn gọi là Huỳnh anh tím, tên khoa học Allamanda blanchetii, là một loài thực vật có hoa trong họ La bố ma. Loài này được A.DC. mô tả khoa học đầu tiên năm 1844. Thuộc loài thân thảo, phát triển mạnh ở khu vực nhiệt đớt

## Hình ảnh

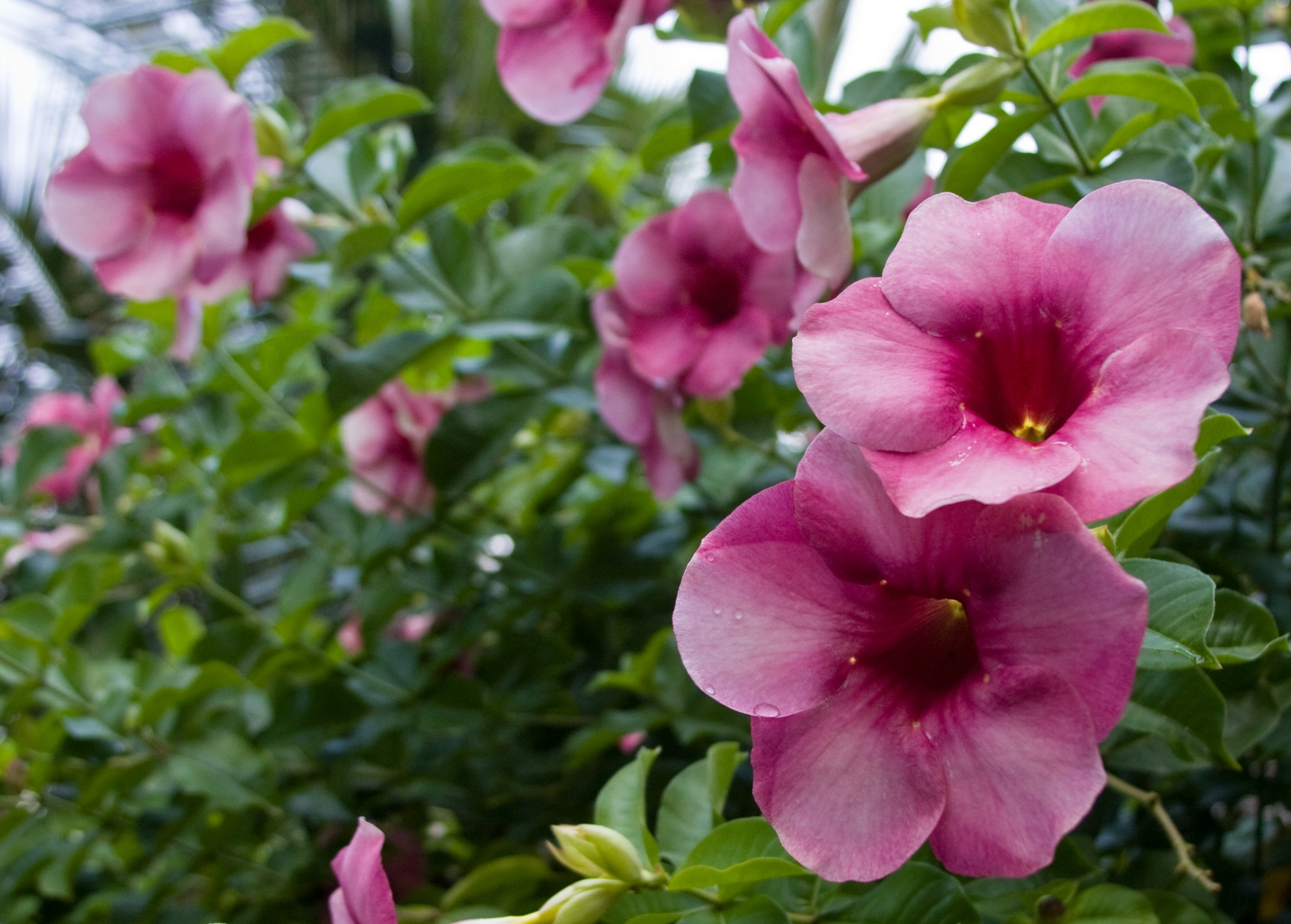
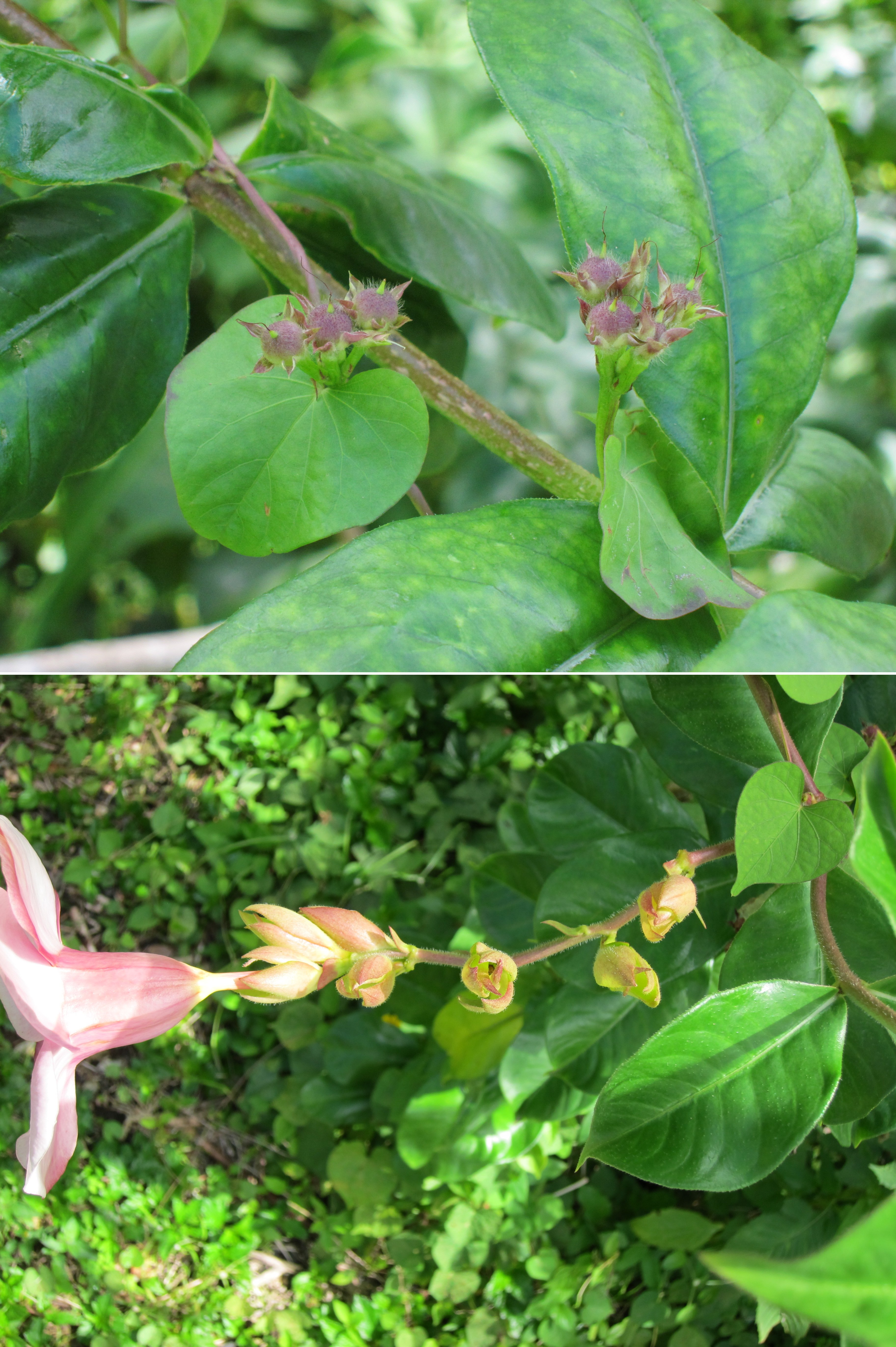
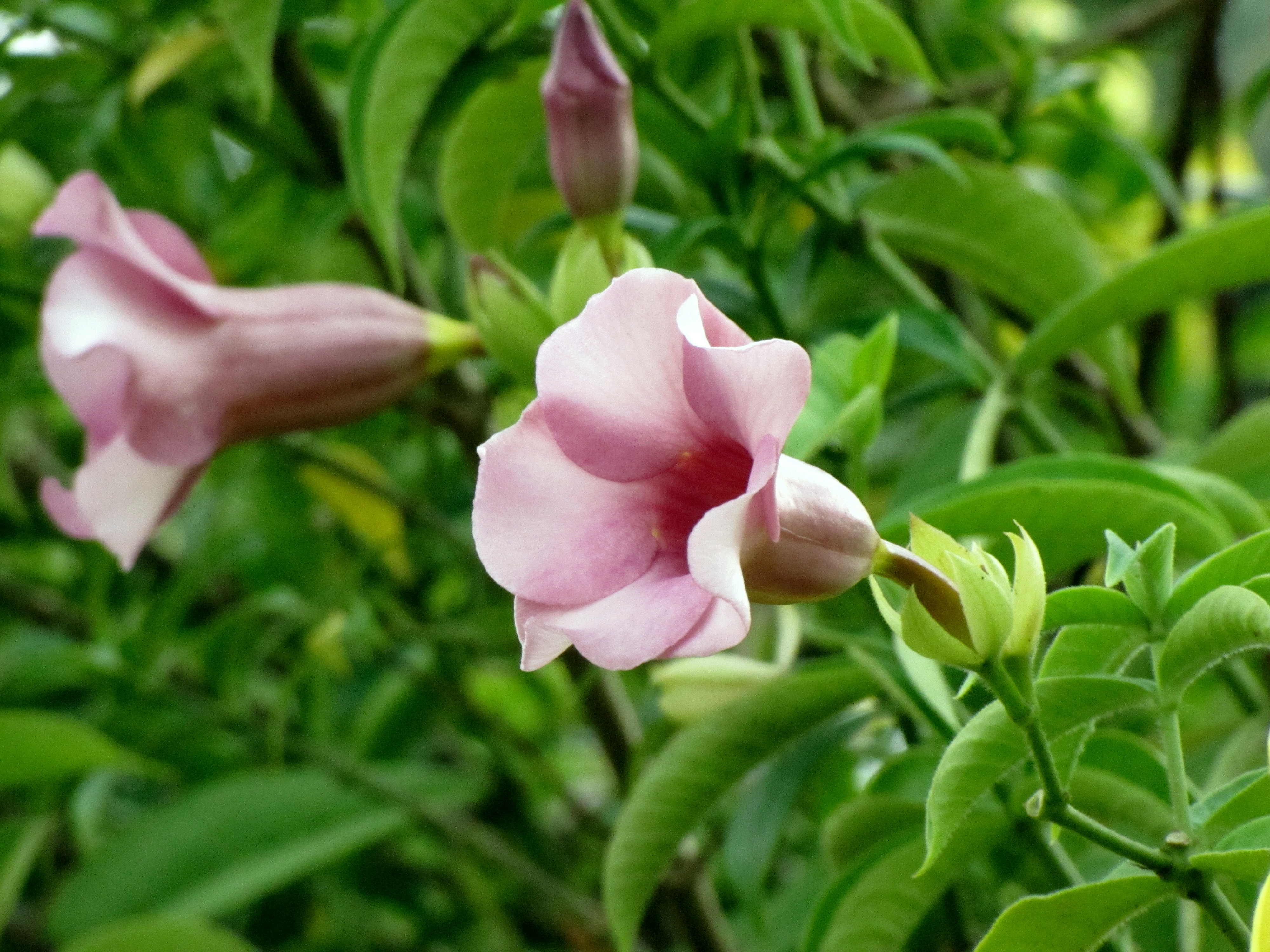
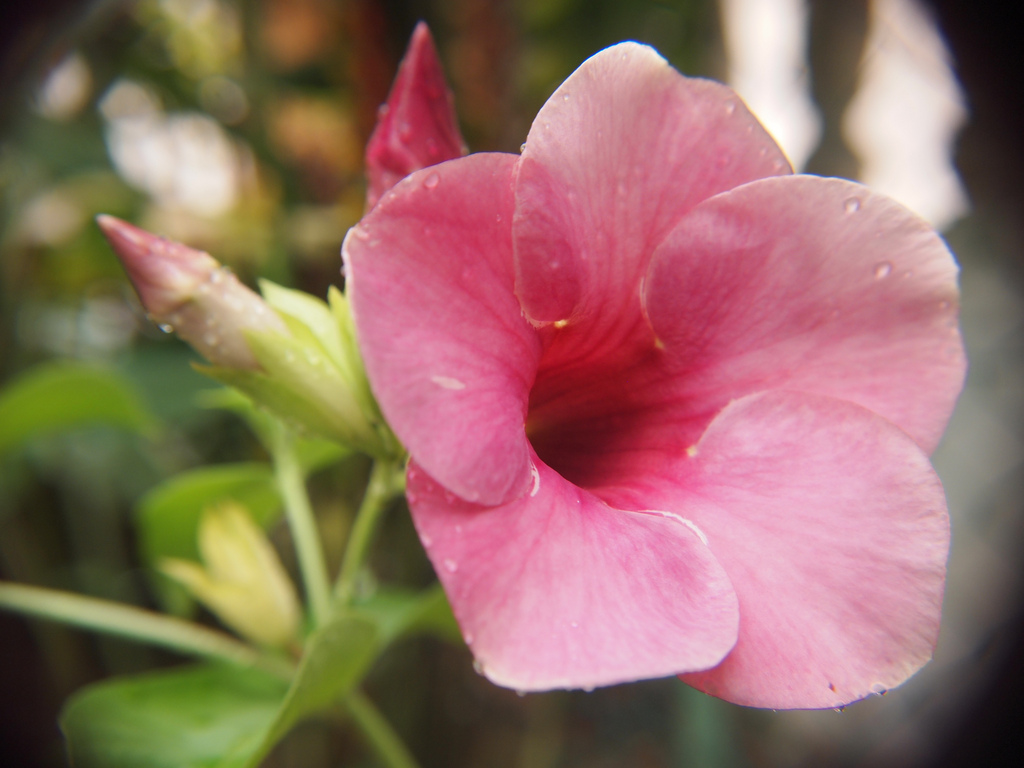